# Xã Libby, Quận Aitkin, Minnesota
Xã Libby (tiếng Anh: Libby Township) là một xã thuộc quận Aitkin, tiểu bang Minnesota, Hoa Kỳ. Năm 2010, dân số của xã này là 45 người.